# Gereone di Colonia
Gereone di Colonia (in francese Géréon; Roma, ... – Agauno, IV secolo), detto il "Santo d'Oro", è venerato come santo dalla Chiesa copta ortodossa e dalla Chiesa cattolica.
Secondo la leggenda, Gereone, soldato della leggendaria Legione Tebea, fu massacrato nei pressi di Agaunum (l'odierna Saint-Maurice) assieme ad altri compagni su ordine dell'imperatore Massimiano, per essersi rifiutato d'offrire sacrifici agli dei pagani (differenti leggende parlano di un rifiuto d'uccidere alcuni cristiani).
Il Martirologio romano lo descrive assieme a valorosi soldati «che con sincera pietà offrirono coraggiosamente il collo alla spada», suggerendo una morte avvenuta tramite decapitazione. Nel corso dei secoli si è tentato più volte di specificare quale fosse il numero esatto dei martiri compagni del santo, seppure nella versione più recente si ritiene fossero stati 319. Allo stesso modo sono state fatte diverse ipotesi riguardo ai nomi degli stessi.
Leggende medioevali accreditano il ritrovamento delle reliquie di San Gereone e Sant'Orsola da parte di San Norberto di Prémontré durante l'XI secolo, aiutato da una visione rivelatrice. Successivamente, nel XIII secolo, si sostenne che il ritrovamento fu effettuato da parte dell'imperatrice Sant'Elena.

Nella città di Colonia, la chiesa di San Gereone è la più antica e rinomata chiesa dedicata al martire, spesso invocato assieme ad altri santi contro l'emicrania e dolori alla testa.
San Gereone in arte è rappresentato secondo i canoni tipici dei leggendari soldati tebei e dei santi battaglieri.